# فيكتور يوشتشينكو
فيكتور أندريوفيتش يوشينكو (بالأوكرانية: Віктор Андрійович Ющенко)؛ (23 فبراير 1954 -)، رئيس أوكرانيا من 23 يناير 2005 إلى 25 فبراير 2010. ترشح للانتخابات الرئاسية الأوكرانية التي جرت في أكتوبر - نوفمبر 2004 ممثلا للمعارضة. أعلنته لجنة الانتخابات المركزية فائزًا بجولة الإعادة الثانية من الانتخابات وذلك في 26 ديسمبر 2004 بنسبة 52% مقابل 44% لمنافسه فيكتور يانوكوفيتش. تقلد سابقًا منصب رئيس الوزراء بين عامي 1999 و2001.

## سيرته
ولد يوشتشينكو في مقاطعة في محافظة سومي في عائلة يوشينكو أندريه أندرييفتش الذي كان يعمل جنديا في الجيش السوفيتي وبعدها معلما للغة الإنجليزية ومديراً لمدرسة وأمه فارفارا تيموفييفنا معلمة فيزياء في المدرسة وأخوه الأكبر بيتر اندرييفتش الذي يعمل سياسيا. درس الاقتصاد في مدينةتيرنوبل وبعدها عمل محاسبا في محافظة إيفان فرانكوفسكي.

## عاملا في البنك المركزي
في 1976، تم توظيفه في فرع محافظة سومي لبنك الدولة الخاص بالاتحاد السوفيتي. تم ترقيته لاحقا إلى منصب نائب الرئيس في بنك أوكرانيا الزراعي الصناعي في كييف.
في السادس والعشرين من يناير 1993، أصبح رئيس البنك الوطني الأوكراني حديث التأسيس. وفي 1997 عين لمرة ثانية رئيسا له من طرف البرلمان الأوكراني.
هناك لعب دورا مهما في إصدار العملة الوطنية الأوكرانية، الهريفنا، وبتأسيس نظام حديث للمصارف التجارية.

## وزيرا أولا

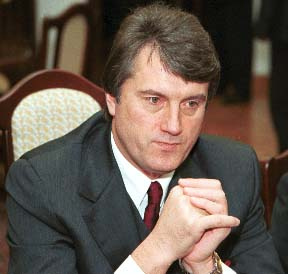
الرئيس الثالث لأوكرانيا المستقلة فيكتور يوشينكو (2005-) في البرلمان البولندي (رئيس الوزراء آنذاك).

في كانون أول ديسمبر 1999، عُيّن يوشينكو رئيس وزراء من قبل الرئيس ليونيد كوتشما وتم التصديق على هذا التعيين بالأغلبية الساحقة لـ 296 صوتا مقابل 12 صوتا في البرلمان.
تم تحقيق تقدم اقتصادي ملموس خلال فترة تسلمه لرئاسة الوزارة، لكن النقاد يشيرون أن ذلك حصل بسبب الوضع العام للاقتصاد، ولم تكن نتيجة للخطوات التي قام بها يوتشينكو.
لاحقا، تورطت حكومته (على وجه الخصوص، نائب رئيس الوزراء يوليا تيموشينكو) في مواجهة مع زعماء في صناعة التنقيب عن الغاز الطبيعي والفحم ذوي نفوذ. أدى الخلاف في 2001 إلى حجب الثقة من قبل البرلمان، الأمر الذي كان وبشكل رئيسي عمل الشيوعيين، الذين عارضو سياسات يوشينكو الاقتصادية. حصل التصويت بواقع 263 صوتا مقابل 69 صوتا ونتج عنها إعفاء يوشينكو من منصبه.
تابع العديد من الأوكران سقوط حكومته بفزع؛ فجمع أربع ملايين توقيع على عريضة تدعمه وتعارض التصويت البرلماني وسار 10000 من المتظاهرين في كييف دعما له.

## قائدا لحزبأوكرانيا لنا
في 2002، أصبح يوشينكو قائدا للتحالف السياسي أوكرانيا لنا، الذي حقق عددا من المقاعد في الانتخابات البرلمانية ذاك العام. ولكن، لم يكن عدد المقاعد التي كسبها يكفي لتحقيق أغلبية، وفشلت الجهود لتشكيل الأغلبية مع أحزاب معارضة أخرى في البرلمان.

## الصورة السياسية والانتخابات الرئاسية 2004

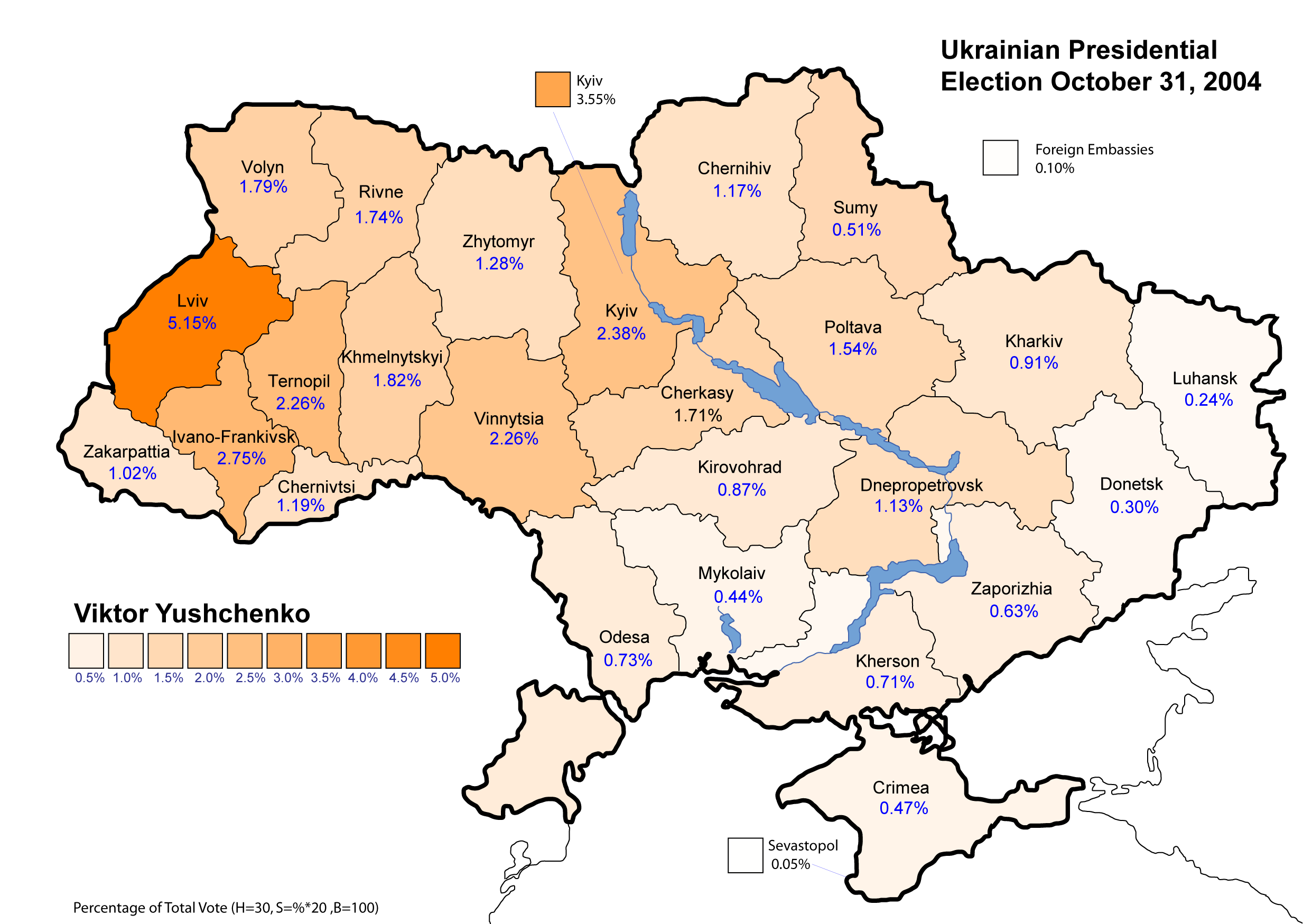
فيكتور يوشتشينكو (الجولة الأولى) – النسبة المئوية التي حصل عليها في الانتخابات الوطنية

منذ نهاية فترة رئاسة يوشينكو للوزراء، أصبح شخصية سياسية معروفة يحظى بشعبية بين الأوكران في المناطق الغربية ووسط البلاد. وفي 2001–2004، أظهرت استطلاعات الرأي أن نسبة شعبيته تفوق تلك التي كانت للرئيس في ذلك الحين، ليونيد كوتشما.
الداعمون لحركة يوتشينكو المعارضة يلبسون ويقودون سياراتهم حاملين أوشحة برتقالية؛ الأشجار والمحال التجارية والمكاتب مزينة باللون البرتقالي. حتى مواكب حفلات الزفاف برتقالية. عرف هذا باسم الثورة البرتقالية.
من حيث السياسة، فيكتور يوتشينكو أوكراني وطني معتدل. كما أنه مؤيد لخصخصة الاقتصاد على نطاق واسع. معارضوه (ومؤيدون) ينتقدونه أحيانا لتردده والفشل في إظهار مواقفه، بينما يحاجج مؤيدون أن ذلك يدل على التزام يوتشينكو بالعمل الجماعي وعدم التفرد، والتفاوض والمرونة. كما أنه كثيرا ما يتهم بعدم قدرته على تشكيل فريق متحد وقوي يخلو من الخلافات الداخلية. أحد حلفاءه السياسيين هي يوليا تيموشينكو التي وأثناء رئاسة كوشما الحالية، تم اعتقالها ومن ثم تبرئتها من تهمة احتيال تتعلق بخصخصة الغاز، وذلك أثناء تقلدها منصب نائب رئيس الوزراء في تشكيلة يوتشينكو الوزارية.
في 2004، ومع انتهاء فترة الرئيس كوتشما الرئاسية، أعلن يوتشينكو أنه مرشح مستقل للرئاسة. منافسه الرئيسي كان رئيس الوزراء فيكتور يانوكوفيتش. منذ فترة توليه لرئاسة الوزراء، حدّث يوتشينكو منصته السياسية، مضيفا شراكة مجتمعية وشعارات ليبرالية أخرى للأفكار القديمة بالاندماج الأوروبي، من ضمنها انضمام أوكرانيا للناتو، ومحاربة الفساد. الداعمون يوتشينكو منضوون في تحالف انتخابي إسمه Сила Народу (قوة الشعب)، والذي قاده يوشتشينكو بنفسه وحليفته السياسية يوليا تيموشينكو، بإتلاف مع «أوكرانيتنا (أوكرانيا التي هي لنا)»، الكتلة الانتخابية الرئيسية.
قامت حملة يوتشينكو السياسية على التواصل وجها لوجه مع المقترعين، وذلك يعود إلى أن الحكومة منعت معظم قنوات التلفاز الرئيسية من تقديم تغطية متساوية لحملات المرشحين. في تلك الأثناء، ظهر منافسه، يانوكوفيتش، بشكل متكرر في نشرات الأنباء[بحاجة لمصدر]، وحتى أنه اتهم يوتشينكو، الذي كان والده الجندي في الجيش الأحمر معتقلا في أوشفيتس، بكونه «نازيّا.»

### تسميم الديوكسين المفترض ونتائجه السياسية
كانت الحملة قاسية في كثير من الأحيان، مثيرة للجدل، وعنيفة، وتضمنت إتهامات متبادلة بلعب «خدع قذرة». أصبح يوشينكو مريضا بشكل جدي في أوائل تشرين أول/ سبتمبر 2004. وتم نقله بالطائرة إلى عيادة Rudolfinerhaus في فينا للعلاج، وتم تشخيصه ب«إلتهاب البنكرياس الحاد، رافقها تغييرات في السائل الخلالي وذمية»، قيل أنها بسبب «عدوى فيروسية خطيرة ومادة كيميائية لا توجد عادة في المنتجات الغذائية»، الأمر الذي إدعى يوتشينكو أنه من عمل عملاء للحكومة. بعد مرضه، أصبح وجهه مشوها جدا، منتفخا، ومليئا بالبثور.
بعد مشاهدة وجه يوتشينكو المشوه في نشرة الأنباء المسائية، قام عالم السموم الهولندي Bram Brouwer بالاتصال ب Rudolfinerhaus لفحص عينة من دم يوتشينكو في جامعة أمستردام الحرة لفحص وجود مادة ال الديوكسين. وبحسب أقوال Dr Michael Zimpfer, رئيس Rudolfinerhaus, أثبتت هذ الفحوصات بالدليل القاطع أن حالة يوشينكو الصحية السيئة هي نتيجة وجود تركيز عالي من الديوكسين في الدم، دخل جسمه على الأغلب عن طريق الصابون. هذه النظرية كانت قد طرحت قبلا من عالم سموم البريطاني جون هنري من مستشفى سانت ماري في لندن، حيث أن الآثار على وجه يوتشينكو عبارة عن عد كلوري المنشأ، أحد الإعراض التشخيصية للتسمم بالديوكسين. رأى علماء آخرون أن المرض قد يكون ناتجا عن عد وردي لكن هذه النظرية فشلت في تفسير المشاكل الصحية الكبيرة للأعضاء التداخلية التي عانا منها يوتشينكو. في يوم 11 كانون أول ديسمبر، أكد الأطباء النمساويون أن يوتشينكو قد تم تسميمه ب TCDD dioxin, وأن جسمه يحوي 1,000 ضعف (مصادر أخرى تقول 6,000) من التركيز العادي لهذه المادة في جسمه. وهذا ثاني أعلى مستوى الديوكسين تم قياسه في جسم إنسان. صرح أوليغ ريباشوك chief of staff يوتشينكو أن السم المستخدم a السموم الفطرية يسمى T-2، يعرف أيضا باسم «المطر الأصفر»، وهي مادة أَشيع أنها استخدمت في أفغانستان سلاحا كيماويا في فترة الوجود السوفييتي.
ربط يوتشنكو تسممه بعشاء مع مجموعة من الشخصيات الأوكرانية الرسمية الرفيعة، من بينهم رئيس جهاز الأمن الأوكارني (SBU) إيجر سميتشكو في الليلة التي سبقت مرض يوشينكو. يختلف بعض علماء السموم مع هذه النظريّة، وهم يشيرون إلى أن أعراض التسمم بالديوكسين يلزمها عادة ما بين 3 و 14 يوما لتظهر — هنري نفسه قال «عدّة أشهر بعد الابتلاع» أو التعرض بشكل آخر —وظهور الأعراض بعد عدّة ساعات من الابتلاع هو أمر غير مألوف.

### ثلاث جولات من التصويت، عدد غير مسبوق
تمت الجولة الأولى في 31 تشرين الأول/أكتوبر 2004، وشهدت حصول يوتشينكو على 39.87% أمام يانوكوفيتش بنسبة 39.32%. وحيث أن أيا من المرشحين لم يصل إلى نسبة الفصل 50% اللازمة للنصر الحاسم، تم تنظيم جولة ثانية من التصويت تمت في 21 تشرين الثاني/ نوفمبر 2004. بالرغم من نسبة الإقبال التي بلغت 75%، سجّل المراقبون العديد من المخالفات والخروقات في أنحاء البلاد، ك«تكرار التصويت» المنظم والأصوات الإضافية لِ يانوكوفيتش بعد إغلاق صناديق الاقتراع. استطلاعات الرأي الأولية أظهرت النتائج تفوق يوتشينكو في المناطق الغربية وأواسط البلاد.
كان التلاعب المفترض بنتائج الانتخابات، بالإضافة إلى حقيقة أن استطلاعات الرأي الأولية قد أظهرت نتيجة (تفوق بنسبة 11% ليوتشيكو في أحد الاستطلاعات) مختلفة جذريا عن نتائج الفرز النهائية (تفوق بنسبة 3% لِيانوكوفيتش)، دفعت يوتشينكو ومسانديه إلى رفض نتائج الانتخابات.
بعد ثلاثين يوما من المظاهرات العارمة في كييف والمدن الأوكرانية الأخرى، قامت المحكمة العليا بإلغاء نتائج الانتخابات وتم تحديد تاريخ 26 كانون الأول/ ديسمبر لإعادة الجولة الثانية. يوتشينكو استقرأ نصرا للمعارضة وأعرب عن ثقته أنه سيفوز بنسبة لا تقل عن 60% من الأصوات.

## رئيسا لأوكرانيا
في 23 كانون الثاني/يناير 2005، الساعة 12 ظهرا (بتوقيت كييف)، دُشنت فترة رئاسة يوشتشينكو في الثالث والعشرين من يناير 2005. حضر الحدثَ العديد من الشخصيات الرسمية الأجنبية من بينهم:
- جاب دي هوب شيفر، الأمين العام لحلف الناتو آنذاك.
- كولن باول، وزير الخارجية الأمريكي آنذاك.
- سيرغي ميرونوف، رئيس المجلس الفيدرالي الروسي آنذاك.

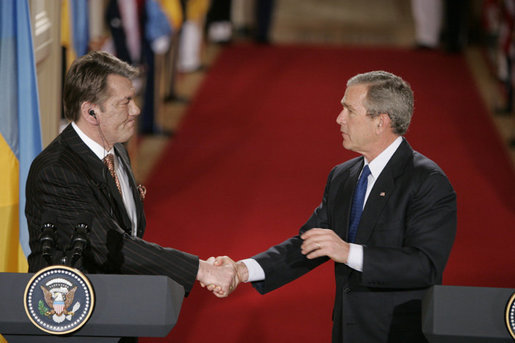
يوشتشينكو في لقاء مع رئيس الولايات المتحدة آنذاك جورج دبليو بوش في مؤتمر صحفي في أبريل 2005.

## عائلته وحياته الشخصية
يوشينكو متزوج من كاترينا تشوماتشينكو (زوجته الثانية).
ليوتشينكو خمسة أولاد: ثلاث فتيات وصبيين.
هوايات يوتشينكو علم الآثار والتسلق وتربية النحل.

### سيرة
- Сandidate فيكتور يوتشينكو يفوز بالجولة الأولى من الانتخابات الأوكرانية (كان أول نوفمبر 10, 2004). Rule of Law Foundation. Retrieved from http://www.rol.org.ua/eng/newsitem.cfm?unid=20.

## وصلات خارجية
- فيكتور يوشتشينكو على موقع IMDb (الإنجليزية)
- فيكتور يوشتشينكو على موقع الموسوعة البريطانية (الإنجليزية)
- فيكتور يوشتشينكو على موقع مونزينجر (الألمانية)
- فيكتور يوشتشينكو على موقع إن إن دي بي (الإنجليزية)
- فيكتور يوشتشينكو على موقع كينوبويسك (الروسية)

- صفحة يوتشينكو الخاصة My Ukraine – النسخة الإنجليزية
- TAK! (YES!) official presidential campaign website – النسخة الإنجليزية
- BBC News profile
- من سمم يوتشينكو؟ نسخة محفوظة 24 يوليو 2008 على موقع واي باك مشين. من صفحة تايمز اونلاين
- الثورة البرتقالية